# Hananoi-kun to Koi no Yamai
Hananoi-kun to Koi no Yamai (japonês: 花野井くんと恋の病, lit. "Doença do Amor com Hananoi") é uma série de mangá japonesa escrita e ilustrada por Megumi Morino. Começou a ser serializada na revista Dessert da Kodansha em dezembro de 2017. Até novembro de 2024, 16 volumes tankōbon foram lançados. Uma adaptação de anime produzida pela East Fish Studio estreou de abril a junho de 2024.

## Mídias

### Mangá
A série foi escrita e ilustrada por Megumi Morino. Estreou na edição de fevereiro de 2018 da Dessert, lançada em 22 de dezembro de 2017, finalizando na edição de setembro de 2025, lançada em 24 de julho de 2025. O primeiro volume foi lançado em 11 de maio de 2018. A série atingiu seu arco final em 24 de novembro de 2023. Até maio de 2025, 17 volumes tankōbon foram lançados.

#### Volumes
| N.º | Data de lançamento     | ISBN              |
| --- | ---------------------- | ----------------- |
| 1   | 11 de maio de 2018     | 978-4-06-511469-8 |
| 2   | 12 de outubro de 2018  | 978-4-06-513177-0 |
| 3   | 13 de março de 2019    | 978-4-06-514830-3 |
| 4   | 9 de agosto de 2019    | 978-4-06-516716-8 |
| 5   | 10 de janeiro de 2020  | 978-4-06-518226-0 |
| 6   | 11 de junho de 2020    | 978-4-06-519762-2 |
| 7   | 13 de novembro de 2020 | 978-4-06-521527-2 |
| 8   | 13 de abril de 2021    | 978-4-06-522817-3 |
| 9   | 13 de setembro de 2021 | 978-4-06-524677-1 |
| 10  | 11 de março de 2022    | 978-4-06-527101-8 |
| 11  | 12 de agosto de 2022   | 978-4-06-528819-1 |
| 12  | 13 de janeiro de 2023  | 978-4-06-530401-3 |
| 13  | 13 de junho de 2023    | 978-4-06-531936-9 |
| 14  | 13 de novembro de 2023 | 978-4-06-533724-0 |
| 15  | 12 de abril de 2024    | 978-4-06-535287-8 |
| 16  | 13 de novembro de 2024 | 978-4-06-537656-0 |
| 17  | 13 de maio de 2025     | 978-4-06-539497-7 |

### Anime
Uma adaptação para anime foi anunciada em 7 de junho de 2023. É produzido pelo East Fish Studio e dirigido por Tomoe Makino, com roteiros escritos por Hitomi Amamiya, design de personagens por Akiko Satō e música composta por Yamazo. A série foi ao ar de 4 de abril a 20 de junho de 2024, na TBS e suas afiliadas. A música tema de abertura é "Kimi no Sei" (君のせい, lit. "A Culpa É Sua"), interpretada por Sexy Zone, enquanto a música tema de encerramento é a versão japonesa de "Every Second", interpretada por Mina Okabe. A Crunchyroll transmitiu a série fora da Ásia, mas incluiu o Oriente Médio e a CEI.

## Recepção
A série foi indicada ao 64º Prêmio de Mangá Shogakukan na categoria shōjo. Foi também o segundo colocado no nono prêmio de mangá An An. Em 2018, funcionários de uma das maiores livrarias japonesas classificaram a série como o décimo melhor mangá de 2018. Na edição de 2020 do guia Kono Manga ga Sugoi!, a série ficou em 15º lugar na lista dos melhores mangás para leitoras. Também em 2020, foi indicado ao Prêmio de mangá Kodansha na categoria shōjo. Em 2021, ganhou o prêmio de mangá Kodansha na categoria shōjo.
Em junho de 2023, a série tinha 3,8 milhões de cópias em circulação.
A série de anime foi listada pela Anime News Network como um dos "Piores Animes de 2024". Além disso, MrAJCosplay criticou o personagem "Hananoi" por ser "prejudicial ou invasivo". Ele também aponta a péssima animação, levando a muitos erros de animação.

## Ligações externos
- Website oficial do mangá na Dessert (em japonês)
- Website oficial do anime (em japonês)
- Hananoi-kun to Koi no Yamai (mangá) na enciclopédia do Anime News Network (em inglês)